# Bundesverband Deutscher Inkasso-Unternehmen
Der Bundesverband Deutscher Inkasso-Unternehmen e. V. (BDIU) ist der Branchenverband für die absolute Mehrzahl der deutschen Inkassounternehmen. Der BDIU ist ein eingetragener Verein mit Sitz und Geschäftsstelle in Berlin. Der Verband vertritt die Belange von mehr als 450 Inkassounternehmen, die wiederum mehr als 500.000 Gläubiger vertreten. Er ist der größte Verband von Inkassounternehmen in Europa und war laut eigenen Angaben im Jahr 2019 der zweitgrößte weltweit.

## Geschichte
Der Verband wurde 1956 als Bundesverband Deutscher Inkasso-Unternehmen und Auskunfteien e. V. gegründet. 1966 nannte sich der Verband in Bundesverband Deutscher Inkasso-Unternehmen e. V. (BDIU) um und konzentriert sich seit dem vorrangig um Inkassounternehmen. Nach Gründung des europäischen Dachverbandes FENCA im Jahre 1992 wurde der BDIU dort Mitglied.

## Mitglieder
Von den etwa 750 aktiv am deutschen Markt auftretenden Inkassounternehmen sind 560 Mitglied im BDIU. Der Verband repräsentiert etwa 90 Prozent des gesamten Forderungsvolumens. Den im BDIU organisierten Inkassounternehmen gelang es 2018, aus den von ihnen bearbeiteten Forderungen 5,8 Milliarden Euro zu realisieren.

### Studie „Die deutsche Inkassobranche in Zahlen“
Laut einer Branchenumfrage bearbeiteten die Inkassounternehmen im Jahr 2018 42,9 Millionen Forderungen. In der vorherigen Untersuchung aus dem Jahr 2016 waren es noch 67,4 Millionen. Grund für den Rückgang um ein Drittel sei die damalige lange Phase der Hochkonjunktur, die dazu geführt habe, dass auch viele alte Forderungen noch realisiert werden konnten.
84 Prozent der Forderungen betreffen Verbraucher. 16 Prozent richten sich gegen gewerbliche Schuldner.
Die durchschnittliche Inkasso-Mahnung betreffe einen säumigen Verbraucher und basiere auf einem Kaufvertrag, zum Beispiel mit einem Online-Shop. Bis zur ersten Inkasso-Mahnung seien in der Regel drei bis vier Monate nach dem Kauf bei dem Händler vergangen. In der Regel mahne der Gläubiger zweimal selbst, bevor er ein Inkassounternehmen beauftragt. Die typische Forderungshöhe liege zwischen 100 und 450 Euro.
Laut der BDIU-Branchenstudie aus dem Jahr 2016 liegen die Branchenschwerpunkte der BDIU-Inkassounternehmen auf dem E-Commerce bzw. Versandhandel (53 Prozent der BDIU-Mitglieder haben Kunden aus diesem Bereich), der Dienstleistungswirtschaft (51 Prozent), Energieversorgern (49 Prozent), dem Handwerk (46 Prozent), Versicherungen (41 Prozent), dem Gesundheitswesen (39 Prozent), Banken (37 Prozent), dem Einzelhandel (34 Prozent), der Immobilienwirtschaft (34 Prozent), Verlage (34 Prozent), IT/Telekommunikation (29 Prozent), Kfz-Gewerbe (29 Prozent), Groß- und Außenhandel (27 Prozent), Fitnessbranche (27 Prozent).

## Mandat
Der BDIU ist von seinen Mitgliedern entsprechend ermächtigt (§ 2 Abs. 2 Satzung):
- Wahrung, Pflege und Förderung aller beruflichen und wirtschaftlichen Interessen der Inkassounternehmen, sowie deren Aus- und Weiterbildung.
- Durchführung von Schlichtungsverfahren (Ombudsmann) betreffend Organe, Mitglieder, Auftraggeber und Schuldner.
- Förderung von Gesetzgebung und Rechtspflege im Interesse des Berufsstandes. (*)
- Beaufsichtigung der ordnungsgemäßen Erfüllung aller beruflichen Obliegenheiten der Mitglieder.
- Gutachterliche Mitwirkung an Zulassungs- und Aufsichtsverfahren der Justizverwaltungen.
- Bekämpfung von unlauterem Wettbewerb und Missbräuchen auf dem Gebiet der Rechtsdienstleistung.

## Schlichtungsstelle
Der Verband hat eine eigene Schlichtungsstelle eingerichtet (§ 32 Abs. 1 Buchstabe b Satzung), die mit einer oder einem von der Mitgliederversammlung gewählten, externen – dadurch soll deren Unabhängigkeit gewährt sein – Ombudsfrau oder Ombudsmann, die Befähigung zum Richteramt besitzen müssen, besetzt ist (§ 35 Abs. 1 Halbsatz 1, Abs. 2, Abs. 3 Satz 2 Satzung).
Bei Streitigkeiten unter Mitgliedern oder Organen des Verbandes oder zwischen Mitgliedern und Organen sind diese vor Anrufung der ordentlichen Gerichte zunächst zur Betreibung des Schlichtungsverfahrens verpflichtet, es sei denn, alle Streitparteien vereinbaren übereinstimmend auf das Schlichtungsverfahren zu verzichten (§ 36 Abs. 2 Satzung).
Aktuell ist die ehemalige Bundesministerin Brigitte Zypries Ombudsfrau des BDIU.

### Antragstellung und Voraussetzungen
Für das Schlichtungsverfahren ist ein textlicher oder schriftlicher Antrag (§ 36 Abs. 1 Satz 2 Halbsatz 1 Satzung) mit Darstellung des Streitgegenstandes (§ 36 Abs. 3 Halbsatz 1 Satzung) einer Partei und – insoweit der Geschäftsführung die Erledigung des Streits nicht gelingt (§ 36 Abs. 1 Satz 1 Halbsatz 2 Satzung) – die Anforderung der Schlichtungsstelle durch das Präsidium oder die Geschäftsführung notwendig (§ 36 Abs. 1 Satz 1 Halbsatz 1 Satzung).

### Ablauf des Verfahrens
Die Schlichtungsstelle stellt hierbei zunächst fest, ob die andere Partei bereit ist, am Schlichtungsverfahren teilzunehmen (§ 36 Abs. 3 Halbsatz 2 Satzung) und holt zunächst eine Stellungnahme dieser Partei ein. In der Regel wird die Schlichtungsstelle diese Stellungnahme zur weiteren Auseinandersetzung dem Antragsteller zwecks Stellungnahme vorlegen.
Die Schlichtungsstelle kann im Schlichtungsverfahren jederzeit Sachverständige nach pflichtgemäßen Ermessen hinzuziehen (§§ 35 Abs. 1 Halbsatz 2, 36 Abs. 4 Satz 1 Satzung), in Fragen des Datenschutzes soll der Sachverständige der Verbandsbeauftragte für Datenschutz sein (§ 36 Abs. 4 Satz 2 Satzung).

### Versuch der gütlichen Einigung
Die Schlichtungsstelle versucht eine gütliche Einigung zwischen den Parteien herbeizuführen (§ 36 Abs. 4 Satz 3 Satzung). Dies geschieht nach Einholung von Stellungnahmen der beiden Parteien sowie etwaiger Gutachten entweder über einen schriftlichen Vorschlag oder im Rahmen einer mündlichen Verhandlung.

### Kosten
Hinsichtlich der Verfahrenskosten gilt, solange die Parteien keine andere Übereinkunft treffen, die Kostenaufhebung (§ 36 Abs. 5 Satz 2 Satzung), wobei die Schiedsstelle den Gegenstandswert und die Vergütung des Ombudsmannes sowie etwaiger Sachverständiger nach ordentlichen Grundsätzen in freier Anwendung bestimmt (§ 36 Abs. 5 Satz 1 Satzung). Für Nicht-Mitglieder ist das Verfahren, mit Ausnahme der eigenen Auslagen, immer kostenfrei (§ 36 Abs. 6 Satz 1, 2 Satzung). In dem Fall trägt das Mitglied (oder Organ) die Kosten der Schlichtung allein (§ 36 Abs. 6 Satz 3 Satzung).

## Deutsche Inkasso Akademie
Die Deutsche Inkasso Akademie GmbH (DIA) ist eine einhundertprozentige Tochtergesellschaft des BDIU. Die DIA bietet einerseits den Erwerb der theoretischen Sachkunde für die Registrierung als Inkassodienstleister nach § 2 Abs. 1 Satz 1 i. V. m. § 4 RDV, sowie andererseits diverse Aus- und Weiterbildungen, vorrangig im Bereich Schuldrecht, Kostenrecht, Telefoninkasso und Zwangsvollstreckungsrecht, an.